# Томас Юстас, 1-й виконт Балтингласс
Томас Юстас, 1-й виконт Балтингласс (англ. Thomas Eustace, 1st Viscount Baltinglass; ок. 1480 — 31 июля 1549) — англо-ирландский дворянин, который достиг богатства и влияния, благоразумно оставаясь верным английской короне.

## Биография
Родился около 1480 года в городе Каслмартин, графство Килдэр, провинция Лейнстер. Сын Ричарда Юстаса (умер до 1496 года), младшего сына сэра Эдварда ФицЮстаса, лорда-наместника Ирландии, и Энн, дочь Роберта Юстаса из Баллилохрана . Томас женился на Маргарет Тальбот, дочери сэра Питера Тальбота из замка Мэлахайд и Кэтрин Фитцджеральд.
14 декабря 1496 года, когда ему было всего шестнадцать, он наследовал своему дяде, Роланд ФицЮстасу, 1-му барону Портлестеру (ок. 1430—1496), в родовых поместьях. Дочь барона Портлестера Элисон вышла замуж Джеральда Фитцджеральда, 8-го графа Килдэра, и была бабушкой Шелковистого Томаса, отсюда сильное давление на клан Юстаса, чтобы присоединиться к восстанию Шёлкового Томаса.

## Карьера
Томас Юстас был верховным шерифом графства Килдэр в 1523 году. Также он был посвящен в рыцари, но до 1534 года о нем мало что известно.
В течение восстания Шелкового Томаса, когда семья Юстасов была глубоко разделена из-за тесных семейных уз между семьями Юстасов и Фицджеральдов, Томас остался верен королю Англии Генриху VIII и был должным образом вознагражден за свою помощь в подавлении восстания тем, что для него был создан титул барона Килкаллена в системе Пэрства Ирландии в сентябре 1535 года. Сообщают, что он владел одной половиной графство Уиклоу вместе с имеющимися у его семьи владениями в графствах Килдэр и Мит, и извлек пользу из роспуска монастырей.
Он сыграл видную роль в ирландском парламенте 1541—1542 годов. Парламент запомнился главным образом тем, что принял закон о О Короне Ирландии. В 1542 году английский король Генрих VIII Тюдор принял титул короля Ирландии, в предпочтении к более раннему титулу лорда Ирландии.
В награду за дальнейшие действия по подавлению восстания Томас Юстас получил титул 1-го виконта Балтингласса в системе Пэрства Ирландии, 29 июня 1541 года. Его главной резиденцией был Харристаун, баронство Наас-Саут, графство Килдэр.
Томас Юстас скончался 31 июля 1549 года в Нью-Эбби, Килкаллен, графство Килдэр.

## Дети
Дети сэра Томаса Юстаса, 1-го виконта Балтингласса, и Маргарет Тальбот:
- Ричард Юстас
- Александр Юстас
- Роберт Юстас
- Джон Юстас, верховный шериф Килдэра
- Роланд Юстас, 2-й виконт Балтингласс (ок. 1505 — 31 марта 1578)
- Энн Юстас, 1-й муж — О’Тул, 2-й муж — Николас Юстас
- Джанет Юстас, 1-й муж — Джеральд Саттон, 2-й муж — Морис Фитцджеральд
- Маргарет Юстас, жена Джорджа Бернелла
- Кэтрин Юстас, 1-й муж — Джеймс Фицджеральд, 2-й муж — Джеральд Планкетт, младший сын Роберта Планкетта, 5-го барона Дансени.